# Eudorylas fluviatilis
Eudorylas fluviatilis är en tvåvingeart som först beskrevs av Becker 1900.  Eudorylas fluviatilis ingår i släktet Eudorylas och familjen ögonflugor. Inga underarter finns listade i Catalogue of Life.